# 维托内
维托内（義大利語：Vittuone），是意大利米兰省的一个市镇。总面积5.93平方公里，人口9013人，人口密度1519.9人/平方公里（2009年）。国家统计（ISTAT）代码为015243。